# Перегноїв
Перегноїв — село в Україні, у Львівському районі Львівської області. До адміністративної реформи 2020 року село належало до Золочівського району.
Площа населеного пункту — 219,5 га. Населення становить 822 осіб.

## Назва
За роки радянської влади село в документах називали «Прогноїв». У 1989 році селу надали сучасну назву.
Назва села Прогноїв походить від слова «прогній» (у множині «прогної»). Це слово зафіксоване у словнику української мови Бориса Грінченка (поч. XX ст.) і в сучасному «Новому тлумачному словнику української мови». Слово означає «багнисте грузьке місце; трясовина». Саме в такому місці виникло село Перегноїв. Це тепер його землі осушені меліорацією та вирубуванням лісів. Але в час дощів вода у криницях піднімається майже до рівня землі, а також з'являється у підвалах будинків.

## Географія
Село Перегноїв розташоване у східній частині Львівського району на берегах річки Перегноївки.

Сусідні села:
Географічно село розташоване у південно-західній частині Надбужанської котловини (частина Малого Полісся), яка також має назву Грядове (Пасмове) Побужжя.

## Історія

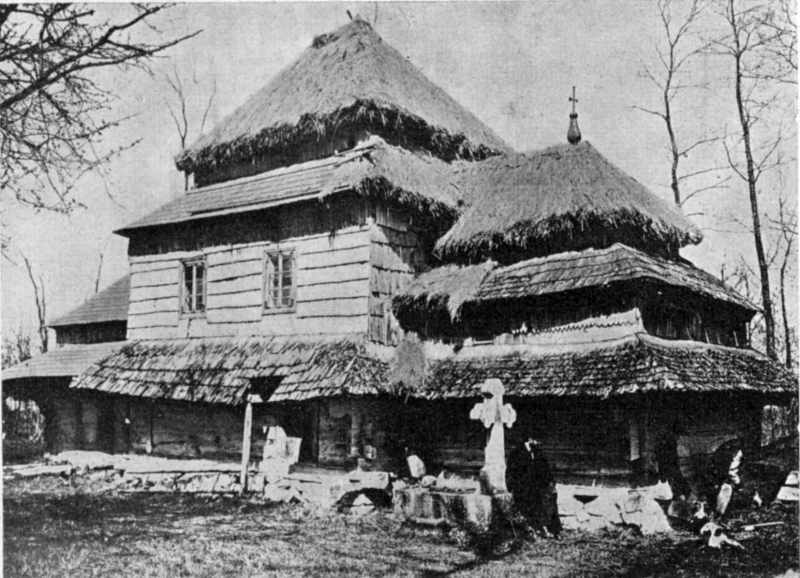
Стара дерев'яна церква (1726 р. побудови, зруйнована на поч. XX ст.)

### Давня історія
З давніх часів в цих місцевостях жили люди. Підтвердженнями цих слів є стоянка мисливців біля сусіднього містечка Глиняни, датована періодом пізнього палеоліту (близько 18 тис. років до н. е.). Протягом VII–X ст. ці землі освоїли слов'янські племена дулібів.
Перша письмова згадка про село міститься у документі про надання Глинянам магдебурзького права від 12 травня 1397 року. При описі границь Глинян було згадане село Прогноїв.
У часи Польського королівства, а пізніше і Речі Посполитої, Перегноїв був у королівській власності, належав до Глинянського замку у складі Львівського староства Львівської землі Руського воєводства.
В описі Львівського замку 1495 року згадуються також Глиняни і навколишні села, зокрема і те, що Глинянський замок отримав «отумерщину» («право мертвої руки», передбачала обкладення майна померлого селянина податком, сплата якого давала право на успадкування) по смерті двох перегноївських селян Ловина і Занькова (лат. Lowyn et Zankow) — 21 стіжок зерна і троє коней.
Інвентар Львівського староства 1534 року подає, що у Перегноєві мешкали 9 кметів на півланках (кожен мав половину лану): Мацько, Іван, Степан, Пасько, Гринь, Луцик, Гримич, Марко (або Мацько), Хведина (імовірно вдова). Кожен платив 12 грош чиншу та давав по одному каплуну.
В акті люстрації 1565 року записано, що в селі мешкали 8 кметів на півланках: Юрко, Хведор (Chwedor), Іван, Омеляш, Климок, Данило, Демко, Бур'ян (Burzan). Кожен був зобов'язаний платити 12 грош чиншу, давати по 1 корцю пшениці, 2 корці вівса, 2 курки та 10 яєць, а також відпрацьовувати панщину 2 дні в тиждень, обслуговувати став, відправляти до Львова і Глинян підводи з рибою і борошном.
Село згадується у грамоті польського короля Сигізмунда Августа за 1569 рік про передачу трьох млинів (в Глинянах, Полтві та Перегноєві) шляхтичу Габріелю Кречовському.
В ранні періоди своєї історії село неодноразово спустошувалося внаслідок татарських набігів. Чималої шкоди завдавали і польські війська, які йшли в походи через ці землі, адже прогодовувалась армія за рахунок грабування і конфіскації майна селян.
У люстрації 1621 року Перегноїв вказаний як спустошене село після татарського набігу. З 13 кметів, які згадувались у попередній люстрації 1616 року, не залишилось жодного, були вбиті або забрані в полон татарами. Став стоїть пусткою, млин також зруйнований.
У 1649 році мешканець Перегноєва Місько Різничок (Misko Rzezniczek) разом з селянами Словіти, Кривич і Замістя присягнув на те, що їхні села спустошені і вони не можуть платити податку.
Село під назвою «Prekgnoiowf» зображене на карті України Гійома де Боплана 1650 року.
Люстрація 1661–1662 рр. подає, що у селі немає жодного підданого, можливо, внаслідок татарських набігів, лише один мельник, який опікується млином. З оренди пустих полів село отримує 15 злотих.
У 1763 році в Перегноєві налічувалося 504 мешканці (412 греко-католиків та 92 римо-католики).

### Австрійський і польський період
У часи австрійського правління село Перегноїв належало до домінії Глиняни, циркулу (округу) Золочів (до 1789 року — до циркулу Броди). Після ліквідації циркулів у 1867 році село увійшло до Перемишлянського повіту.

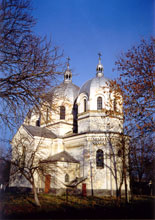
Церква Введення у храм Пресвятої Богородиці

За даними Географічного словника Королівства Польського (1888) у 1880 році у селі проживали 814 осіб, існувала школа та позичкова каса. У ті часи в східній частині села річка Перегноївка розливалася у великий став, який насправді складався з двох ставів, з'єднаних каналом.
В 1726 році в селі збудували дерев'яну церкву, яка була зруйнована внаслідок бурі приблизно на початку XX ст.
Мурована церква Введення у храм Пресвятої Богородиці була зведена у 1907 році, архітектор Василь Нагірний.
У 1918–1919 роках Перегноїв перебував під владою ЗУНР та УНР, а пізніше відійшов до Польської республіки. За польським устроєм село належало до гміни Глиняни (після 1934, до цього — гміна Прогноїв), Перемишлянського повіту, Тарнопольського воєводства.
У 1932 році в селі був збудований двоповерховий шкільний будинок, а вже у 1970-х рр. до нього було добудоване довге крило. На пам'ять про спорудження школи мешканці села встановили перед нею кам'яний пам'ятник. 

### Радянська влада
Після встановлення у 1939 році на Західній Україні радянської влади, Перегноїв віднесли до новоствореного Глинянського району, Львівської області. У 1962 році в результаті реформ село увійшло до Золочівського району.
Під час та після Другої світової війни у Перегноєві діяло збройне підпілля ОУН. Станичним був Микола Будзінський, псевдо «Вільха», котрий загинув на початку 1945 року. Членами Глинянського районного проводу ОУН були, зокрема, мешканці села: Степан Лукашевич — псевдо «Лев», котрий загинув у 1949 році в селі Туркотин та Марія Галятовська, псевдо «Ялина», —  політв'язень радянських концтаборів, членкиня Братства ветеранів ОУН-УПА, мешкала у місті Бурштин.

### Незалежна Україна
Після децентралізації в Україні у 2020 році Перегноїв був включений до складу Глинянської міської громади Львівського району.

## Населення

### Мова
Розподіл населення за рідною мовою за даними перепису 2001 року:
| Мова       | Кількість | Відсоток |
| ---------- | --------- | -------- |
| українська | 968       | 100%     |

## Топоніміка

### Історичні топоніми
В земельній книзі села 1787 року та церковних документах XIX ст. записані такі назви місцевостей та лук: Барвиска (поле), Загрода (поле), Загуменки (поле), Кадуби (поле), Кацілаби (поле), Від Королівської дороги (поле), Кривуля (поле), На Майдані (городи), Могила (поле), За мостом (поле), Рудки (поля), Полудешне (поле), Придатки (поле), Суголовки (поле), Під Карчмаркою (пасовисько), Довге (пасовисько), Луг (сіножать).
На кадастровій карті Перегноєва 1845 року позначені наступні назви полів і місцевостей: Передрічки (Przedreczki), Придатки (Przedatki), Барвиска (Barwiska), Загуменки (Zagumienki), Рудки (Rudki), Кривуля за мостом (Krzywula za mostem), Шнури (Sznury), Кадуби (Kadluby), Могила (Mogila).
Історичні назви місцевостей, які використовуються і сьогодні: Заріка, Будзяки, Церковний бік, Школиско, Кривулі, Барвиска, Київська.

### Вулиці села
Станом на 2023 рік у селі Перегноїв є такі вулиці:
- вул. Львівська
- вул. Незалежності
- вул. Київська
- вул. Полтавська
- вул. Шевченка
- вул. Сонячна
- вул. Шашкевича
- вул. Лесі Українки
- вул. о. Будзінського (до 2023 року —  вул. 8 Березня)[24]
- вул. Гетьмана Івана Мазепи (до 2023 року —  вул. Мічуріна)[24]
- вул. Червоної Калини (до 2023 року —  вул. 1-го Травня)[24]

## Соціальна сфера
Діють загальноосвітня школа І-ІІ ступеня, Народний дім, бібліотека, ФАП.

## Народились
- Жмурко Андрій (1891 - 1991) — український військовий та громадський діяч, старший десятник УГА, підприємець.
- Герман (Григорій) Будзінський (1905—1995) — священик УГКЦ, релігійний та громадський діяч